# Litoria humboldtorum
Litoria humboldtorum é uma espécie de anfíbio anuro da família Pelodryadidae. Está presente na Indonésia. A UICN classificou-a como pouco preocupante.